# Camp de Stöcken-Hannover (Continental)

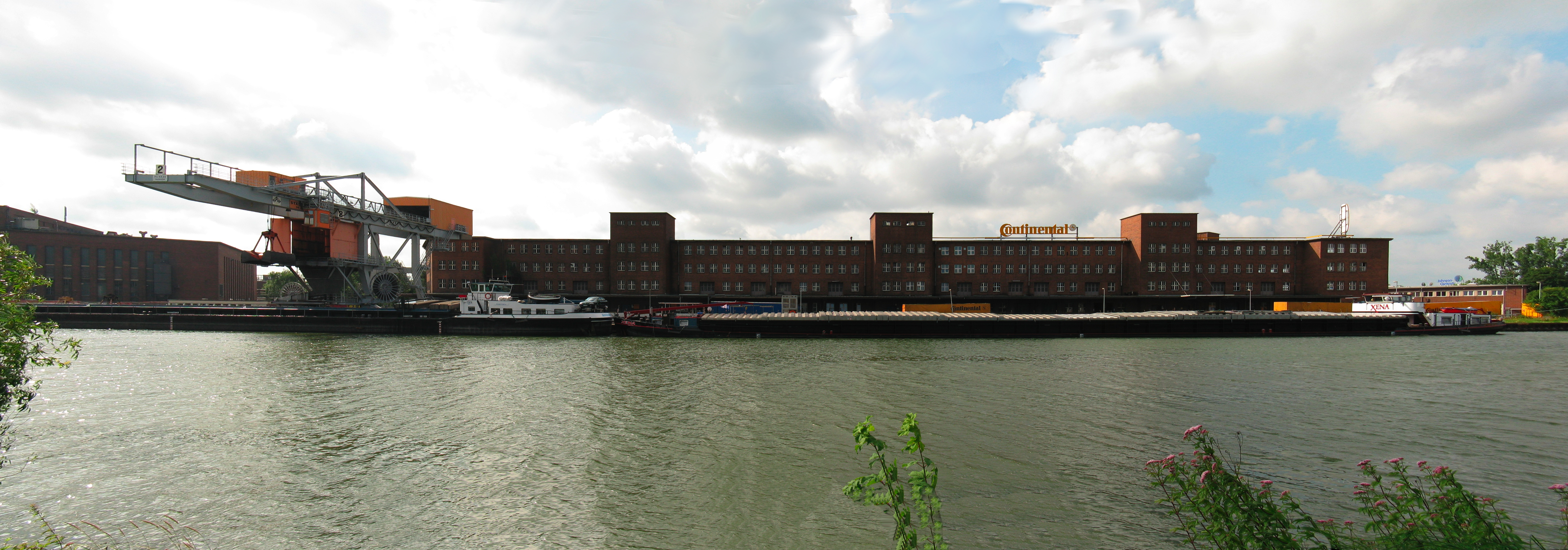
L'usine Continental à Hanovre-Stöcken.

Le camp de Stöcken-Hanovre (Continental) est une unité de travail forcé dépendant du camp de concentration de Neuengamme mise à la disposition de l'entreprise Continental-Werke et affectée à la fabrication de pneumatiques.

## Création
Le 7 septembre 1944, un convoi de 1 000 détenus juifs du ghetto de Litzmannstadt (Łódź), sélectionnés pour le travail au camp d’extermination d’Auschwitz-Birkenau, arrive sur le site de Hanovre-Stöcken. L’entreprise Continental-Werke y possède, juste à côté de son usine de Nordhafen, des baraquements précédemment dévolus au logement des travailleurs étrangers.
Les déportés, très affaiblis, sont affectés à la production de pneumatiques et répartis en équipes de jour et de nuit. Les conditions de vie et de travail font au moins 55 victimes. Au cours des trois mois que dure le Kommando, nombre de détenus malades et inaptes sont renvoyés à Neuengamme. La plupart d’entre eux (environ 85), ne survivront pas.
Le responsable du camp et des 50 SS affectés à sa garde était le SS Unterscharführer Otto « Tull » Harder, un joueur de football bien connu de l'équipe de Hambourg.

## Évacuation
En novembre 1944, les détenus du Kommando Stöcken-Continental sont transférés au Kommando Hanovre-Ahlem (A 12).